# إيرني باريت
إيرني باريت (بالإنجليزية: Ernie Barrett)‏ مواليد 27 أغسطس 1929 في برات، هو لاعب كرة سلة أمريكي. بدأ مسيرته الاحترافية في سنة 1951. تم اختياره من قبل فريق بوسطن سيلتكس خلال الدرافت. حمل الرقم 23. يبلغ طوله 6 قدم 3 بوصة (1.9 م). اعتزل اللعب في 1956.

## روابط خارجية
- إيرني باريت على موقع إن بي أي (الإنجليزية)
- إيرني باريت على موقع سبورتس رفرنس (الإنجليزية)
- إيرني باريت على موقع كلية كرة السلة في سبورتس رفرنس.كوم (الإنجليزية)
- إيرني باريت على موقع ريلجم (الإنجليزية)
- إيرني باريت على موقع بروبوليرز (الإنجليزية)
- إيرني باريت على موقع قاعة كنساس للمشاهير الرياضية (مؤرشف) (الإنجليزية)